# 維格峰

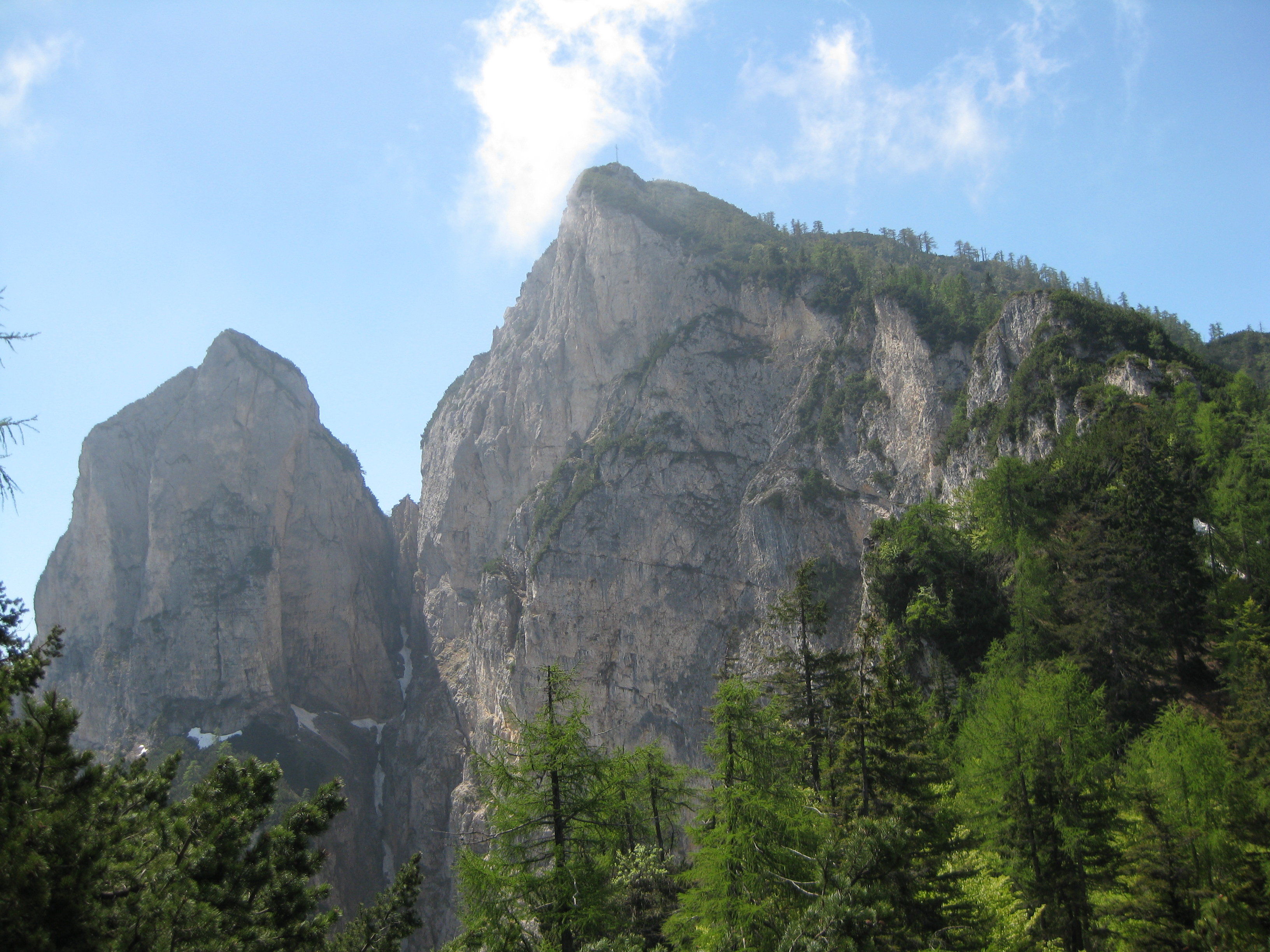

46°15′36″N 11°08′02″E / 46.2601°N 11.1340°E
維格峰（義大利語：Cima Roccapiana），是意大利的山峰，位於該國東北部，由特倫托自治省負責管轄，屬於農斯伯山脈的一部分，距離羅恩山10.5公里，海拔高度1,873米。